# Cărbunești
Cărbunești is een Roemeense gemeente in het district Prahova.
Cărbunești telt 1890 inwoners.